# Hun Manet
Hun Manet (Memot, 20 de octubre de 1977) es un general y político camboyano, primer ministro de Camboya. Antes de su carrera política, sirvió en las Fuerzas Armadas Reales de Camboya (RCAF) como comandante del Ejército Real de Camboya. Es el hijo mayor del primer ministro Hun Sen y Bun Rany. También dirige el grupo de trabajo antiterrorista de la nación.
Manet creció y recibió su educación general en Nom Pen y luego se unió a las fuerzas armadas en 1995, el mismo año que ingresó a la Academia Militar de los Estados Unidos en West Point. Habiendo recibido su diploma en 1999, Manet se convirtió en el primer camboyano en graduarse de la prestigiosa academia.
Ha sido mencionado por ambos medios de comunicación y por el propio Hun Sen como candidato a primer ministro. Esto se hizo oficial formalmente el 4 de diciembre de 2021 cuando Manet fue elegido por unanimidad por el Comité Central del Partido Popular de Camboya para ser el futuro candidato del partido a primer ministro después de su padre Hun Sen, convirtiéndolo en el futuro primer ministro. Después de las elecciones de 2023, el 26 de julio, Hun Sen anunció su renuncia como primer ministro, convirtiendo oficialmente a Manet en el primer ministro designado.

## Carrera política
Hun Sen anunció públicamente su respaldo a la candidatura de Manet como primer ministro por primera vez en diciembre de 2021. Aunque nunca había expresado públicamente interés en el cargo, recibió un fuerte apoyo de varios ministros del gobierno, miembros del partido y del influyente Comité Permanente del Partido Popular de Camboya. Sin embargo, Hun Sen enfatizó que la sucesión no tendrá lugar hasta al menos después de las elecciones de 2028.
Postuló como candidato a miembro del parlamento por el distrito electoral de Nom Pen en las elecciones generales de 2023, lo cual le sirvió para convertirse en primer ministro.

## Vida personal
Hun Manet está casado con Pich Chanmony, la hija de Pich Sophoan, exsecretario de Estado del Ministerio de Trabajo. Uno de sus hijos es ciudadano estadounidense, nacido mientras Manet estudiaba allí.